# Toledo (Cebu)
Toledo est une ville et anciennement municipalité de la province de Cebu, au centre-ouest de l'île de Cebu, aux Philippines.

## Généralités
Elle est entourée des municipalités de Pinamungajan au sud, Balamban au nord, Cebu (ville)-Naga-Minglanilla à l'est, et du Détroit de Tañon à l'ouest.
Elle est administrativement constituée de 38 barangays (quartiers/districts/villages) :
- Awihao
- Bagakay
- Bato
- Biga
- Bulongan
- Bunga
- Cabitoonan
- Calongcalong
- Cambang-ug
- Camp 8
- Canlumampao
- Cantabaco
- Capitan Claudio
- Carmen
- Daanglungsod
- Don Andres Soriano (Lutopan)
- Dumlog
- Ibo
- Ilihan
- Landahan
- Loay
- Luray II
- Juan Climaco, Sr. (Magdugo)
- Gen. Climaco (Malubog)
- Matab-ang
- Media Once
- Pangamihan
- Poblacion
- Poog
- Putingbato
- Sagay
- Sam-ang
- Sangi
- Santo Niño (Mainggit)
- Subayon
- Talavera
- Tungkay
- Tubod

Sa population en 2019 est d'environ 190 000 habitants.